# Nicolas Limbach
Nicolas Limbach (* 29. prosince 1985 Lutych, Belgie) je bývalý německý sportovní šermíř, který se specializoval na šerm šavlí. Německo reprezentoval od roku 2006 deset let. Na olympijských hrách startoval v roce 2008 a 2012 v soutěži jednotlivců a družstev. V soutěži jednotlivců postoupil nejdále do čtvrtfinále na olympijských hrách 2012. V roce 2009 získal titul mistra světa v soutěži jednotlivců a v roce 2010 obsadil druhé místo na mistrovství Evropy. S německým družstvem vybojoval v roce 2014 titul mistra světa a v roce 2011 skončil s družstvem druhý na mistrovství Evropy.